# Çandarli Alí Paixà
Çandarli Alí Paixà o Ali Paşa Čandarlizade, en turc modern Çandarlı Ali Paşa (mort el 1407), fou gran visir otomà. Fou cadi i després cadi-l-saker (funcions que el seu pare també havia exercit); ocupant aquestes darreres funcions fou nomenat visir (de fet gran visir), segurament després de la mort del seu pare el 1387 i va ocupar el càrrec sota els governs dels sultans Murat I (del 1387 al 1389) i després sota Baiazet I (1389-1402) i sota el pretendent Sulayman (1402-1406). Fou el creador de cos imperials dels ič-oghlan, el patges reials.
El 1388 va dirigir una expedició contra l'emir de Karaman, Ali Bey. Després va anar als Balcans, i a Bulgària va fer una magnífica campanya que va portar a conquesta de nombroses fortaleses entre les quals cal esmentar a Pravad, Tirnovo i Sehirköyü (entre d'altres). Després va derrotar els serbis en la important batalla de Kosovo Polje el 20 de juny de 1389. Durant la batalla el sultà Murat I va morir a mans de Miloš Obilić, un noble serbi que havia jurat que la seva espasa seria la que mataria al sultà. El seu successor Baiazet I el va nomenar gran visir sense deixar de ser visir, acumulant els dos càrrecs (cap de l'administració de finances i comandant en cap de l'exèrcit).
Ali Pasha i Baiazet van fer diverses campanyes a Grècia i Bòsnia; Ali va participar en el setge de Constantinoble iniciat el 1391 que es va haver d'aixecar quan es va produir l'expedició de Tamerlà a Anatòlia. L'estiu del 1402 en la batalla d'Ankara, Baiazet I fou fet presoner per Tamerlà. Ali Pasha va poder salvar el príncep hereu Sulayman que va portar a Brusa i després a Adrianòpolis (Edirne). Del 1402 al 1407 Ali Pasha va ser gran visir de Sulayman (conegut per Solimà Çelebi o Čelebi) i va obtenir pel seu sobirà el domini dels territoris entre Ankara i la mar Egea.
Ali Pasha va morir el 1407 i fou enterrat a İzniq (Nicea). Solimà Čelebi fou eliminat el 1410 per Mehmed Čelebi (Mehmet I). Un barri, una mesquita i un convent de Brusa conserven el seu nom.